# Petr Hrdlička
Petr Hrdlička (Brno, 23 dicembre 1967) è un ex tiratore a volo cecoslovacco, dal 1993 ceco.

## Palmarès

### Olimpiadi
- 1 medaglia:
  - 1 oro (Barcellona 1992 nella fossa olimpica)